# Raphael Rabello
Raphael Baptista Rabello (Petrópolis, 31 ottobre 1962 – Rio de Janeiro, 27 aprile 1995) è stato un chitarrista e compositore brasiliano.

## Discografia
- 1982: Rafael Sete Cordas
- 1984: Tributo a Garoto , con Radamés Gnattali
- 1987: Interpreta Radamés Gnattali
- 1988: Rafael Rabello
- 1990: A flor da pele, con Ney Matogrosso
- 1991: Todo sentimento, con Elizeth Cardoso
- 1991: Raphael Rabello & Dino 7 Cordas, con Dino 7 Cordas
- 1992: Dois irmãos, con Paulo Moura
- 1992: Todos os tons
- 1992: Shades of Rio, con Romero Lubambo
- 1993: Delicatesse, con Déo Rian
- 1994: Relendo Dilermando Reis
- 1997: Em concerto, con Armandinho
- 2001: Todas as canções, con Amélia Rabello
- 2002: Mestre Capiba por Raphael Rabello e Convidados
- 2005: Cry my guitar